# Leptotyphlopidae
Leptotyphlopidae é uma família de répteis escamados da subordem Serpentes.